# ホット・ミルク
ホット・ミルク（英: Hot Milk）は、マンチェスターを拠点とするイギリスのロックバンド。
2018年にシンガー/ギタリストのハンナ・「ハン」・ミーとジム・ショーによって結成されたこのグループは、ジャンルを超えたサウンドと、社会問題や政治問題を取り上げる歌詞で知られている。2021年からイギリスのインディーズレーベルMusic For Nationsと契約し、3枚のEPをリリースし、2023年8月25日にデビュースタジオアルバム「A Call to the Void」をリリースした。フー・ファイターズやユー・ミー・アット・シックスらとツアーを行い、ダウンロードフェスティバルやロラパルーザに出演し、BBCラジオ1やケラング！ラジオで放送された。さらに、オルタナティブプレスによってマンチェスターの音楽シーンにおける新世代バンドの一つとして注目されている。

## 概要
- 出身地 イギリス、マンチェスター
- ジャンル - ポップ、オルタナティブ、ラウドロック、ロックポップ、パンク、パワーポップ
- 活動期間 2018年 - 現在
- レーベル Music For Nations
- メンバー
  - ハンナ・ミー
  - ジム・ショー
  - トム・パトン
  - ハリー・デラー

## 歴史
2018–2019: 起源とAre You Feeling Alive?
Hot Milkは2018年にイギリスのマンチェスターで設立された。バンドの創設者であるHannah "Han" MeeとJim ShawはTinderで出会い、4年間デートし、最終的には親しい友人でありハウスメイトでした。彼らは地元のマンチェスターの音楽シーンにも関わっていた。MeeとShawはどちらも16歳の頃からさまざまなバンドに所属しており、Hot Milkの設立時にはMeeはツアープロモーターとして、Shawは照明ディレクターとして働いていた。2018年1月のある夜、亡くなった友人を悼みながら、2人はワインを1本飲んで酔っ払いながら、アコースティックギターで25分で最初の曲「Take Your Jacket」を一緒に書いた。さらに数曲書いた後、ミーとショウは匿名でデモを業界の知り合いに送り、好意的な反応を得た後、マネージメントを確保し、地元のシーンで知り合ったベーシストのトム・パトンとドラマーのハリー・デラーを採用した。バンドはオアシスのノエル・ギャラガーが 『モーニング・グローリー（(What's the Story) Morning Glory?）』 を書いたのと同じアパートで結成された。ミーは、ホットミルクという名前は「少し短くてきびきびしていて、少し矛盾している。名前には本当に何の意味もない。ただクールに聞こえると思っただけで、ホットミルクなんて存在していなかった。バンドの名前になると、大きく忙しくなると本当に何の意味もなくなるから、そう名付けたんだ」と語っている。
ホットミルクの最初のシングル「Awful Ever After」は2019年1月にリリースされた。3月には「Take Your Jacket」が2枚目のシングルとしてリリースされた。両シングルはBBCラジオ1のDaniel P. Carter's Rock Show、Phil Taggart's Hype Chart、Annie Mac's Future Soundsなどの番組やKerrang! Radioで放送された。2月には、アントワープのKavka Zappaでのショーを皮切りに、ヨーロッパツアーでYou Me at Sixのオープニングを務め、ライブデビューを果たした。この年、リリースした曲はごくわずかだったが、Deaf Havana、Papa Roach、Enter Shikari、Foo Fightersのオープニングを務め、Reading and Leeds、Download Festival、Live at Leeds、The Great Escape、Slam Dunk Festivalなどのフェスティバルに出演した。これらのツアー中、バンドはユー・ミー・アット・シックスのフロントマン ジョシュ・フランチェスキーとフー・ファイターズのギタリスト パット・スメアから好意的な注目を集めた。
ホットミルクは、2019年5月3日にデビューEP「Are You Feeling Alive?」を自主リリースした。プロデューサーのフィル・ゴーネル（ブリング・ミー・ザ・ホライズン、オール・タイム・ロウ）とレコーディングを行い、ダン・ランカスターがミックスを担当した。スケジュールの都合上、ボーカルはバーミンガムのホテルで部分的にレコーディングされた。EPは賛否両論の評価を受け、そのうちの1つではホットミルクを「ここしばらくのポップパンク界で最もエキサイティングなバンドの1つ」と評した。「Awful Ever After」と「Take Your Jacket」のミュージックビデオが撮影されたほか、「Wide Awake」とEPのタイトルトラックのミュージックビデオも撮影された。グループは12月にオーストラリアのロックバンドThe Faimとツアーを行った。